# Округ Маклејн (Северна Дакота)
Округ Маклејн (енгл. McLean County) је округ у америчкој савезној држави Северна Дакота.

## Демографија
По попису из 2010. године број становника је 8.962, што је 349 (-3,7%) становника мање него 2000. године.
| Група             | 2000.         | 2010.         |
| Белци             | 8.592 (92,3%) | 8.115 (90,5%) |
| Афроамериканци    | 2 (0,0%)      | 8 (0,1%)      |
| Азијати           | 11 (0,1%)     | 12 (0,1%)     |
| Хиспаноамериканци | 81 (0,9%)     | 111 (1,2%)    |
| Укупно            | 9.311         | 8.962         |